# Primnoella biserialis
Primnoella biserialis är en korallart som beskrevs av Wright och Studer 1889. Primnoella biserialis ingår i släktet Primnoella och familjen Primnoidae. Inga underarter finns listade i Catalogue of Life.